# Bila (samhälle)
Bila är ett samhälle i Bosnien och Hercegovina.   Det ligger i entiteten Federationen Bosnien och Hercegovina, i den sydvästra delen av landet, 110 kilometer väster om huvudstaden Sarajevo. Bila ligger 732 meter över havet och antalet invånare är 4 397.
Terrängen runt Bila är varierad.Närmaste större samhälle är Livno, 8,1 kilometer nordost om Bila. 
Omgivningarna runt Bila är en mosaik av jordbruksmark och naturlig växtlighet. Runt Bila är det ganska tätbefolkat, med 93 invånare per kvadratkilometer.